# Adrián Szekeres
Pour les articles homonymes, voir Szekeres.
Dans le nom hongrois Szekeres Adrián, le nom de famille précède le prénom, mais cet article utilise l’ordre habituel en français Adrián Szekeres, où le prénom précède le nom.
Adrián Szekeres, né le 21 avril 1989, est un footballeur hongrois. Il joue au poste de défenseur latéral avec l'équipe hongroise de Videoton FC.

## Biographie

### En club
Adrián Szekeres commence le football dans le club hongrois de Újpest Football Club en 2005. Mais il change de club pour MTK Hungária FC où il joue en équipes jeunes jusqu'en 2007.
Il débute très tôt en professionnel le 27 juillet 2007 contre FC Fehérvár en Soproni Liga, il est alors âgé de 19 ans. Il dispute 5 matchs lors de cette saison. 
Après une rétrogradation en équipe réserve lors de la saison 2008-09, Adrián Szekeres postule pour une place de joueur de rotation au sein de l'équipe professionnelle pour cette nouvelle saison 2009-10.

### En équipe nationale
En 2005-2006, il est sélectionné tout au long de la saison avec l'équipe de Hongrie des moins de 17 ans pour participer Championnat d'Europe des moins de 17 ans, la Hongrie arrive à se qualifier en phase finale mais termine troisième de son groupe, Adrián en comptant les qualifications joue six matchs.
En 2007-2008, il est sélectionné avec l'équipe de Hongrie des moins de 19 ans pour participer Championnat d'Europe des moins de 19 ans, la Hongrie fait un bon parcours et arrive en demi-finale de la compétition, Adrián en comptant les qualifications joue huit matchs pour un but.
En 2009, Adrián participe à la Coupe du monde des moins de 20 ans en Égypte, il y dispute six matchs. La Hongrie terminera troisième de la Coupe du monde. À noter qu'il se fait expulser en quart de finale contre l'Italie mais non préjudiciable pour son équipe qui se qualifie pour le tour suivant.

## Palmarès

### En équipe

#### En club
- MTK Hungária FC
  - Soproni Liga
    - Vainqueur : 2008.

#### En sélection nationale
- Hongrie - 20 ans
  - Coupe du monde - 20 ans
    - Troisième : 2009.

## Carrière
| Saison    | Club            | Pays         | Championnat       | Coupe nationale  | Coupe continentale | Sélection Hongrie |
| --------- | --------------- | ------------ | ----------------- | ---------------- | ------------------ | ----------------- |
| 2007-2008 | MTK Hungária FC | Soproni Liga | 5 matchs          | ?                | -                  | -                 |
| 2008-2009 | MTK Hungária FC | Soproni Liga | 14 matchs / 1 but | 3 matchs         | -                  | -                 |
| 2009-2010 | MTK Hungária FC | Soproni Liga | 18 matchs         | 2 matchs         | -                  | -                 |
| 2010-2011 | MTK Hungária FC | Soproni Liga | 28 matchs         | 6 matchs / 1 but | -                  | -                 |
| 2011-2012 | MTK Hungária FC | Soproni Liga | 28 matchs         | 9 matchs         | -                  | -                 |

Dernière mise à jour le 17 juin 2012